# Galgenberg (Halle)
Der Galgenberg ist eine zweikuppige Erhebung im Nordteil der kreisfreien Stadt Halle (Saale) in Sachsen-Anhalt und stellt im Rahmen seiner Nordwestkuppe, Großer Galgenberg, mit 134,2 m ü. NHN den höchsten Punkt im Stadtgebiet dar. Seine Südostkuppe, Kleiner Galgenberg, ist 129,6 m ü. NHN hoch.

## Geologie
Großer und Kleiner Galgenberg bestehen aus porphyrischem Rhyolith („Quarzporphyr“) und sind Teil des „Halleschen Gebirgsgürtels“, einer Reihe von Rhyolith-Kuppen, deren Gestein in der Zeit des Perm (Rotliegend) durch vulkanische Tätigkeit entstand. Es handelt sich um großkristallinen Porphyr mit Feldspaten bis zu 3 cm, der im oberen Bereich der Kuppen gebleicht ist. Beide Berge werden dem sogenannten Unteren Halleschen Porphyr des Halleschen Porphyrkomplexes zugerechnet. Wie im Falle vieler anderer Rhyolithkörper in Deutschland, erstarrte auch das Magma, aus dem der Galgenberg hervorging, unterhalb der damaligen Erdoberfläche (Lakkolith). Der Galgenberg repräsentiert also keinen „echten“, effusiven Vulkanismus mit ausfließender Lava und herausgeschleuderter Asche, sondern einen sogenannten Kryptovulkanismus. Das Gestein wurde erst nach Abklingen der magmatischen Aktivität durch Erosion freigelegt.
Das Gestein des Kleinen Galgenbergs zeigt deutliche Schrammen, die auf die Gletschertätigkeit der Saale-Eiszeit zurückzuführen sind. Diese Spuren sind besonders geschützt.

## Geschichte
Der exponiertere Große Galgenberg war, das belegen Funde, schon in der jüngeren Steinzeit ein bevorzugter Siedlungsplatz. Der Kleine Galgenberg hieß bis ins Mittelalter eigentlich Wartberg, was auf eine auf ihm befindliche Warte der Burg Giebichenstein zurückzuführen ist. Seinen Namen erhielt der Große Galgenberg, weil sich auf ihm bis 1798 der Galgen des heute nach Halle eingemeindeten Ortes (Amtes) Giebichenstein befand. Zu Beginn des 20. Jahrhunderts wurde der Bereich des Galgenbergs an mehreren Stellen intensiv zur Baumaterialgewinnung als Steinbruch genutzt. Der sehr harte Porphyr findet sich im gesamten Stadtgebiet als Stein für den Straßen- und Hausbau. 
Im März 1920 fanden während des Kapp-Putsches in den beiden großen Steinbrüchen erbitterte Kämpfe zwischen Putschisten und halleschen Arbeitern statt. An die 20 Gefallenen erinnert heute eine Gedenktafel.

## Heutige Nutzung
Ab 1950 wurde die Region der beiden Galgenberge für die Naherholung entwickelt. Herausragend sind dabei unzweifelhaft die Abschlusskonzerte der jährlich stattfindenden halleschen Händelfestspiele, die in der sogenannten Galgenbergschlucht, dem größten der Steinbrüche in wohl einmaliger Atmosphäre abgehalten werden. Daneben stellt der Galgenberg ein wichtiges Kletterziel der lokalen Sportler dar, wobei er besonders für die Ausbildung von Kindern und Jugendlichen genutzt wird. Beide Galgenberge gehören heute zum Landschaftsschutzgebiet Mittleres Saaletal.